# کریس ایوانز (مجری)
کریس ایوانز (انگلیسی: Chris Evans؛ زادهٔ ۱ آوریل ۱۹۶۶) بازرگان، دی‌جی، مجری تلویزیون و تهیه‌کننده تلویزیونی اهل کشور بریتانیا است. وی از سال ۱۹۸۳ میلادی تاکنون مشغول فعالیت بوده‌است.